# Франк Синатра
Франсис Албърт Синатра (на английски: Francis Albert Sinatra) е американски актьор и певец от италиански произход.
Известен е с прозвищата The Voice (Гласът) и Ol' Blue Eyes (Старите сини очи). Като певец Синатра дебютира през 1937 г. и записва първата си плоча в Балтимор. Има възможността да работи с първокласни оркестри и аранжори: Хари Джеймс, Каунт Бейзи, К. Джоунс, Бъди Рич, Били Мей и Нелсън Ридъл. Неговата популярност продължава 60 години.
Единадесет пъти е лауреат на наградата Грами. Освен музикалния триумф, Синатра е и успешен киноактьор. На 26-ата церемония по връчване на наградите „Оскар“ Синатра печели статуетката в категорията за най-добра мъжка поддържаща роля за изпълнението си в класиката „Оттук до вечността“ (1953) на режисьора Фред Зинеман. Носител е и на наградата Златен глобус.
Познат е като филантроп. Помага на Джуди Гарланд, включително когато е във финансови затруднения.
Първата жена на Синатра е Нанси Барбато. От нея има три деца. През 1951 г. се жени за холивудската легенда Ава Гарднър. Неговото име се свързва с едни от най-красивите жени на неговото време – Марлене Дитрих, Лорен Бекол, Лана Търнър, Мерилин Монро. През 1960 г. среща Мия Фароу. Той е на 45, а тя на 20 години. Женят се през 1966 г., но две години по-късно се развеждат. Последната му съпруга е Барбара Маркс, с която остава до края на живота си.
Макар че през целия си живот той отрича каквато и да е връзка с мафията, след неговата смърт се намират безспорни доказателства в документи на ФБР, които сочат наличието на такива връзки. Освен това през целия си живот той е в компанията на принцове, крале и президенти.

## Биография

### Ранни години
Франсис Албърт Синатра е роден на 12 декември 1915 година в Хоубоукън, предградие на Ню Йорк в щата Ню Джърси, като единствено дете в семейство на италиански имигранти. Той тежи 6,1 килограма и при раждането му е използван форцепс, от което получава трайни белези по лявата буза, врата и ухото, а тъпанчето му е увредено за цял живот. Заради тежкото раждане той е кръстен доста по-късно, на 2 април 1916 година в църквата „Свети Франциск“, и е възпитан като католик. В детството си претърпява операция на мастоидния израстък, която оставя значителни белези по врата му, а в юношеска възраст страда от циститно акне, които допълнително увреждата кожата по лицето и врата му.

## Избрана дискография
- Cheek to Cheek 1958
- Come fly with me 1957, 1965, 1993
- Come rain or come shine 1961
- Fly me to the moon 1964, 1994
- Fools rush in 1940
- For once in my life 1969
- I’ve got the world on a string 1953, 1993
- Love and marriage 1955, 1965
- Luck be a lady 1963, 1994
- Mack the knife 1984, 1986, 1994
- That's life 1966
- Moon river 1964
- My Way 1968, 1994
- New York, New York 1979, 1993
- Strangers in the night 1966
- The best is yet to come 1964, 1994
- The World We Knew Over And Over 1967
- You are the sunshine of my life 1974
- You make me feel so young 1956, 1993
- Young at heart 1953, 1963
- I've got you under my skin 1955, 1965, 1994
- I get a kick out of you 1952, 1964, 1994
- Come dance with me 1958
- Sunny side of the Street 1960
- My kind of Town 1961, 1970
- Chicago 1956
- In the Wee Small Hours 1954
- One for my Baby 1954
- LA is my Lady 1985
- The Lady is a Tramp 1955
- It was a very good year 1965
- The September of my years 1965
- All the Way 1957, 1960
- A Foggy day in London town 1964, 1994
- Pennies from Heaven 1962
- South of the border 1958

## Избрана филмография
| Година | Филм                  | Оригинално заглавие         | Роля                 | Режисьор        |
| ------ | --------------------- | --------------------------- | -------------------- | --------------- |
| 1953   | Оттук до вечността    | From Here to Eternity       | редник Анджело Маджо | Фред Зинеман    |
| 1956   | Висше общество        | High Society                | Майк Конър           | Чарлз Уолтърс   |
| 1956   | Около света за 80 дни | Around the World in 80 Days | пианистът в салона   | Майкъл Андерсън |
| 1959   | Дупка в главата       | A Hole in the Head          | Тони Манета          | Франк Капра     |